# Археологічний ландшафт перших кавових плантацій на південному сході Куби
Археологічний ландшафт перших плантацій кави на південному сході Куби — це залишки кількох плантацій кави XIX століття, розташованих у передгір'ях Сьєрра-Маестри. Протягом 19 — початку 20 століть східна Куба займалася вирощуванням кави. Залишки плантацій відображають методи, що використовувалися у складній місцевості, а також економічне та соціальне значення системи насаджень на Кубі та Карибському басейні.
У 2000 році Археологічний ландшафт перших плантацій кави на південному сході Куби був доданий до списку Світової спадщини ЮНЕСКО.

## Опис
Об'єкт Світової спадщини становить 171 кавових плантацій 19-го та початку 20-го століття («кафеталєс») на південному сході Куби, згрупованих у сім окремих місць розташування:
| Посвідчення особи | Назва                    | Координати                                                            |
| ----------------- | ------------------------ | --------------------------------------------------------------------- |
| 1008-001          | Ля Гран П'єдра           | 20°00′42″ пн. ш. 75°37′51″ зх. д. / 20.01167° пн. ш. 75.63083° зх. д. |
| 1008-002          | Ель-Кобре                | 20°03′09″ пн. ш. 75°56′36″ зх. д. / 20.05250° пн. ш. 75.94333° зх. д. |
| 1008-003          | Дос Пальмас Контрамаестр | 20°02′59″ пн. ш. 76°05′01″ зх. д. / 20.04972° пн. ш. 76.08361° зх. д. |
| 1008-004          | Ятерас                   | 20°21′35″ пн. ш. 74°58′49″ зх. д. / 20.35972° пн. ш. 74.98028° зх. д. |
| 1008-005          | Сальвадор                | 20°17′58″ пн. ш. 75°16′24″ зх. д. / 20.29944° пн. ш. 75.27333° зх. д. |
| 1008-006          | Нікето Перес             | 20°08′31″ пн. ш. 75°19′36″ зх. д. / 20.14194° пн. ш. 75.32667° зх. д. |
| 1008-007          | Ґуантанамо               | 20°12′43″ пн. ш. 75°12′00″ зх. д. / 20.21194° пн. ш. 75.20000° зх. д. |

Плантації перебувають у різних станах збереження, від кафеталі Ізабеліка, яка повністю відновлена, до тих, що повністю зруйновані. Однак усі вони дотримуються подібного плану. У центрі плантації розташована резиденція власника, зазвичай побудована у стилі баскської архітектури, пристосована до тропічного клімату. Навколо будинку власника були приміщення для рабів, зроблені з крихкого дерева та вкриті гілками та листям. Кожна плантація також має терасову сушильну підлогу («секадеро») для приготування кавових зерен та інші будівлі для подрібнення та обсмажування.

## Історія
Французькі колонізатори заснували кавові плантації у 18 столітті на острові Еспаніола, але незалежність Гаїті в 1804 році змусила їх втекти на Кубу, яка тоді перебувала під владою Іспанії. Протягом 19 століття по всій Сьєрра-Маестрі було створено багато плантацій кави, але вони не змогли конкурувати з плантаціями кави Бразилії, Колумбії та Коста-Рики на початку 20 століття, і поступово занепадали. Сьогодні лише декілька плантацій кави є діючими.

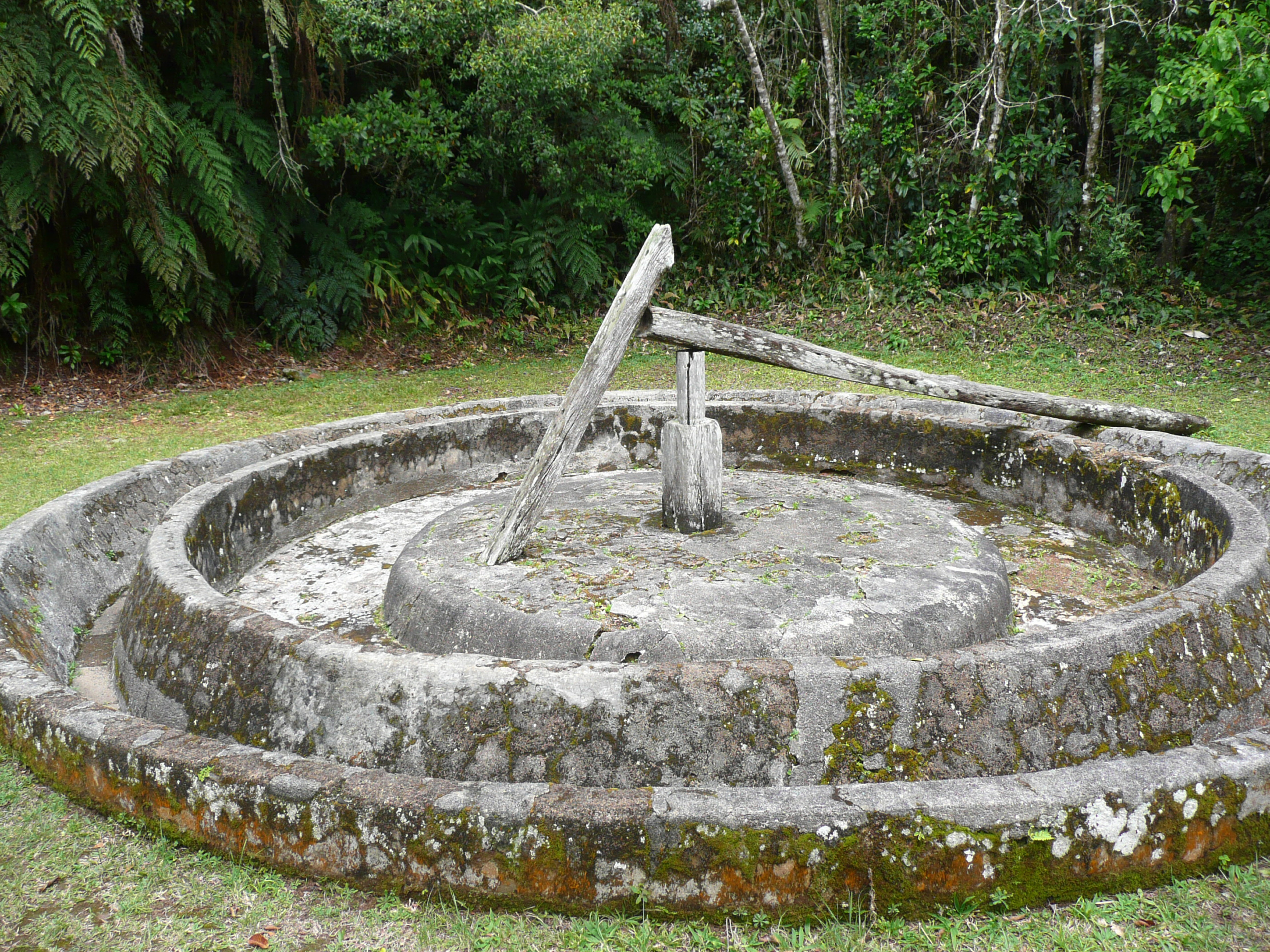
Кафеталь Ізабеліка, млин для обробки зерен
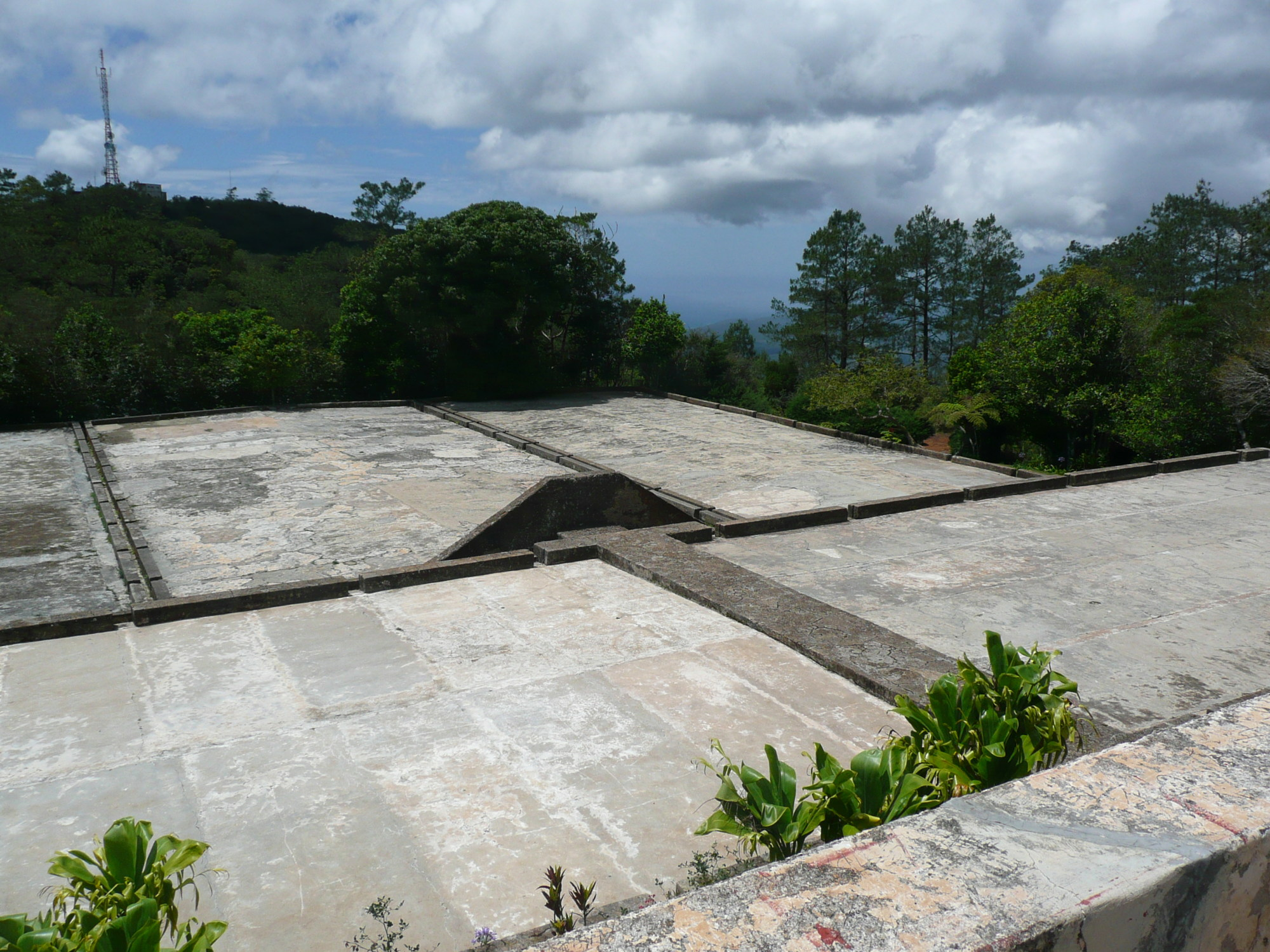
Кафеталь Ізабеліка, місце сушіння, яке називається "секадеро" або "тендаль"
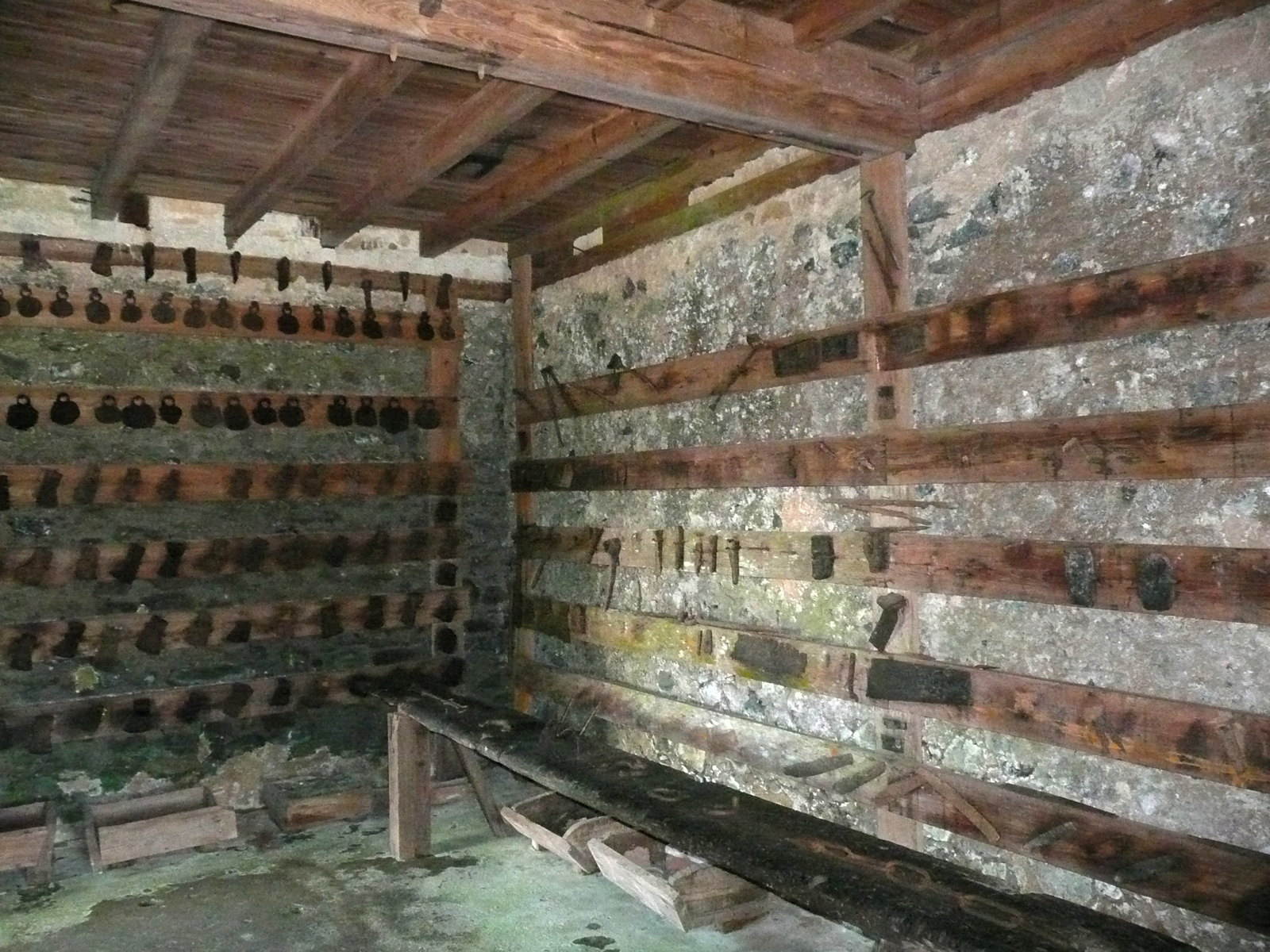
Кафеталь Ізабеліка, інструменти та рабські ланцюги
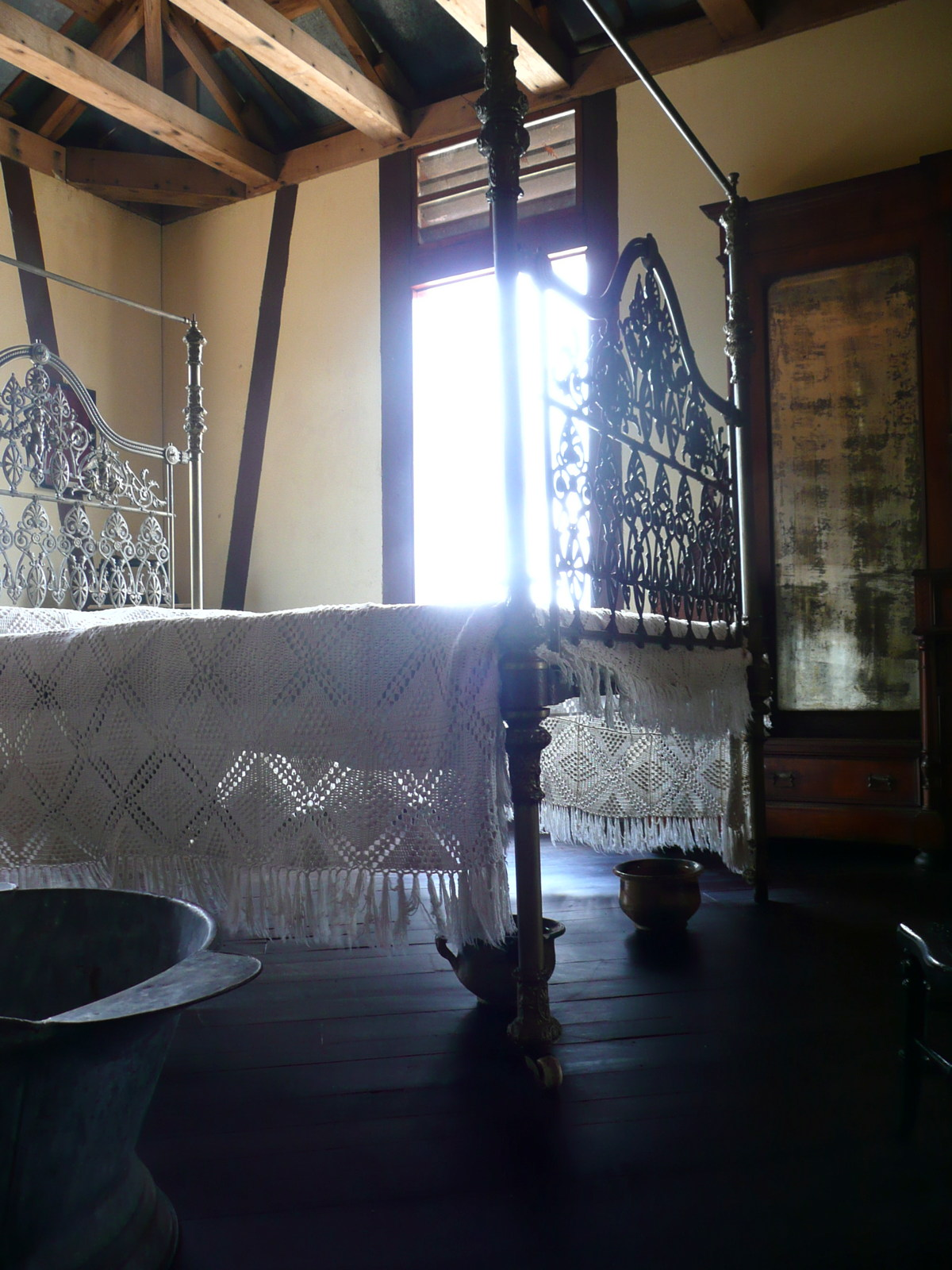
Кафеталь Ізабеліка, інтер'єр закладу